# 兩端白煙管蝸
兩端白煙管蝸（学名：Hemiphaedusa amphileuca）为煙管蝸牛科臺灣紡錘煙管蝸牛屬下的一个种。該物種主要分布於臺灣中部的新竹縣錦山、關西鄉六曲窩、玉山，苗栗縣公館鄉後龍溪西側等地。

## 外部連結
- 維基物種上的相關：兩端白煙管蝸